# Niels Peter Wivel
Niels Peter Wiwel (24. november 1818 – 13. august 1874) var en dansk forfatter.

## Ungdom og karriere
Niels Peter Wivel var søn af kongelig skovfoged i Præstevang ved Hillerød Niels Hylling Wivel (født 1787 død 1833) og Marie Elisabeth født Jørgensen (født 1796 død 1837) og blev født på Grønholts Overdrev ved Frederiksborg.
Efter at have gået i Hillerød Borgerskole blev han i 1833 og de følgende år anbragt på flere af denne bys embedskontorer, siden hos byskriveren i Stege, hvorefter han i 1839 fik fast ansættelse på Frederiksborg Amtskontor.
I 1842 blev han elev på Snedsted Skolelærerseminarium, hvorfra han næste år dimitteredes. En
kort tid fungerede han nu som hjælpelærer i Ramløse ved Arresø, indtil en nervesvækkelse et år igennem gjorde ham uskikket til alle forretninger.
1846 overtog han atter tjenesten på Frederiksborg Amtskontor, hvor han nu havde med arkivet at gøre, indtil han i 1855 blev skolelærer i Store Lyngby ved Arresø. Det var i fritiden fra det "aandsløvende Arbeide" på amtskontoret at Wivel forfattede sine mange fortællinger.
1857 var han i Italien.

## Ægteskaber
1. juli 1849 ægtede han sin kusine Ingeborg Jørgine Frederikke Middelthun (født 3. maj 1822 død 31. december 1856), søster til den norske billedhugger Julius Olavus Middelthun og datter af stempelskærer ved den norske mønt på Kongsberg Gregorius Middelthun og Maren Margrethe født Jørgensen.
31. januar 1858 holdt han bryllup med Hanne Christiane Hansen (født 1815 død 20. marts 1858), datter af købmand Hansen i Hillerød og enke efter købmand Hanssen i Tikøb.
21. maj 1859 ægtede han Vilhelmine Johanne Jørgensen (født 23. september 1832 død 15. november 1870), datter af Skolelærer i Stavnsholt Vilhelm Jørgensen og Martha Johanne født Larsen.
Efter et kort ophold på Oringe Sindssygeanstalt (nu Psykriatisk Museum Oringe) nær Vordingborg døde han 13. august 1874.

## Forfattervirksomhed
Han har forfattet og dels med, dels uden navn udgivet Nordsjællandske Sagn og Fortællinger, som bl.a. indeholder en fortolkning af sagnet om Broder Rus (1858, 2. udgave på Jørgen Andersens Forlag, 1972), Jens Lesberg, Fortælling fra Griifenfelds Tid (1861) og Røde Ran, Folketradition fra det nordlige Sjælland (1862).
Om skolevæsenet har han skrevet en hel del, deriblandt Aktstykker som Bidrag til at bedømme en Landsbyskolelærers personlige Ret (1863), som i sin tid vakte opsigt og kastede et klart lys over forskellige forhold og personer.
I dagblade og tidsskrifter har han ydet mange, mest novellistiske bidrag, skrevet mange digte og viser, ligesom han også har været medarbejder af Jens Peter Trap Statistisk-topografisk Beskrivelse af Kongeriget Danmark, 1. udgave.